# Binz
Binz è un comune tedesco, nel Meclemburgo-Pomerania Anteriore. Sita sull'isola di Rügen, una delle più celebri località balneari tedesche, e si fregia dei titolo di Seebad ("località balneare marina").

## Geografia fisica

### Posizione
La località si trova nella parte sud-orientale dell'isola di Rügen, affacciata sulla Baia di Prora (Prorer Wiek), tra i comuni di Sassnitz e Sellin.

## Storia
La località è attestata per la prima volta nel 1318 come Byntze.

## Monumenti e luoghi d'interesse

### Architetture civili
- Kurhaus di Binz
- Colosso di Prora